# Robert Fliri

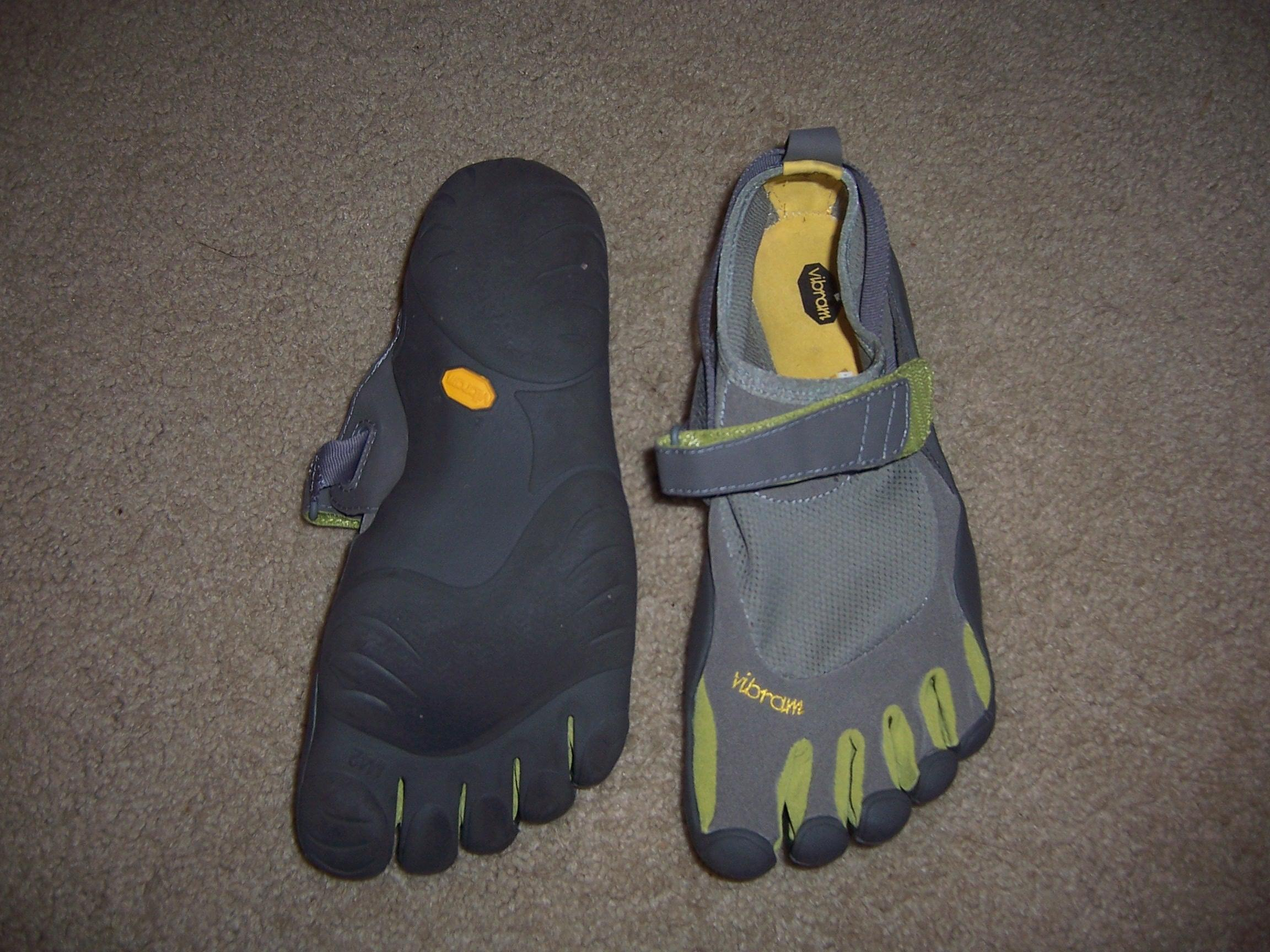
Der Barfußschuh FiveFingers von Vibram nach einem Entwurf von Robert Fliri

Robert Fliri (* 17. September 1976 in Schlanders, Südtirol; † 5. März 2025 an der Schwemser Spitze, Ötztaler Alpen, Südtirol) war ein italienischer Bergsportler und Erfinder. 1999 erfand er den modernen Barfußschuh.

## Leben
Einen Großteil seiner Kindheit verbrachte Fliri auf dem großelterlichen Bauernhof oberhalb von Naturns. Nach eigener Aussage habe er dort begonnen, sich die umliegende Gegend nach und nach barfüßig zu erschließen. Dies führte 1999 dazu, dass er als Student der Fakultät für Design an der Freien Universität Bozen das Konzept eines Barfußschuhs entwickelte, um das Gefühl des Barfußlaufens zu bewahren und die Füße gleichzeitig vor Verletzungen zu schützen. Nach anfänglichen Vermarktungsschwierigkeiten brachte schließlich im Jahr 2005 der italienische Hersteller Vibram das Modell FiveFingers auf den Markt. Das Magazin Time kürte Fliris Erfindung 2007 zu einer der besten Erfindungen des Jahres. Im Jahr 2008 erhielt er den italienischen Kreativpreis. Ein Jahr später wurden Barfußschuhe erstmals von Läufern des New-York-City-Marathon getragen. Fliri war 16 Jahre bei Vibram beschäftigt, bevor er für zwei Jahre zum Konkurrenten Salewa wechselte. 2022 kehrte er zu Vibram zurück. Neben seiner beruflichen Tätigkeit setzte er sich für den Erhalt alter Wanderwege in seiner südtiroler Heimat ein.
Am 5. März 2025 verunglückte Fliri tödlich bei einer Skitour auf die Schwemser Spitze in den Ötztaler Alpen, nachdem er beim Gipfelabstieg an einem steilen Grat in 3400 Metern Höhe den Halt verloren hatte und über die felsige Nordwestflanke Richtung Matscher Tal etwa 300 Meter in die Tiefe gestürzt war. Fliri, der verheiratet und Vater dreier Kinder war, lebte zuletzt in Gargazon, wo er eine Woche nach seinem Tod im Beisein von rund 1000 Trauergästen auf dem örtlichen Friedhof beerdigt wurde.